# Elskede Vera
Elskede Vera er en dansk kortfilm fra 2012, der er instrueret af Victoria Ellen Gibson efter manuskript af hende selv og Maria Gefke.

## Handling
Vera bor på et ældrekollektiv. Da hendes livs store, ulykkelige kærlighed, jazzpianisten Harry, en dag flytter ind, konfronteres hun med sine fortrængte følelser. Og de bliver ikke nemmere at tackle, da naboen Violetta straks bliver interesseret i Harry.